# Bad Dragon
Bad Dragon Enterprises, Inc. — американський виробник секс-іграшок на тематику фентезі, орієнтованих насамперед на представників фурі фендому. Продукти продаються в Інтернеті та на фурі-конвентах (фурі-конференціях).
Генеральний директор Bad Dragon, Ян «Варка» Малдерс, також володіє іміджбордом e621 (і його SFW аналогом e926) і рольовим вебсайтом F-List, обидва з яких також націлені на фурі.

## Історія
Bad Dragon заснували в червні 2008 року четверо осіб — Ян «Варка» Малдерс, Брайан «Атус Надоріан» Даєр, «Нарс» і «Рейт». Ян почав виготовляти секс-іграшки у своєму університетському гуртожитку в Шотландії ще минулого року. Зараз компанія розташована у Феніксі, штат Арізона.

## Продукція
Продукція компанії переважно з тематики фентезі, в якій імітуються різні істоти, включно з драконами, кіньми, косатками, химерами та вовкулаками. Раніше вебсайт містив «біографію» персонажів, на яких базувалася кожна іграшка, а також ілюстрації. Станом на 15 серпня 2017, ця функція доступна лише зареєстрованим користувачам, а для незареєстрованих користувачів відображаються лише зображення секс-іграшки, про яку йде мова, і відомості про її фізичні властивості. Bad Dragon також пропонує 3D інтерактивну модель для перегляду певних частин кожної іграшки.
Клієнти також можуть відсилати власний дизайн іграшок, деякі з яких вибираються для обмеженого виробництва.

## Спонсорство
У 2022 році гоночна машина, спонсором якої була Bad Dragon, виграла гонку на Time Trial організації National Auto Sport Association.

## У масовій культурі
Австрійсько-американський документальний фільм про нерд культуру Traceroute містив інтерв'ю з Яном «Варкою» Малдерсом, одним із співзасновників Bad Dragon.